# Hlídka (Arthur C. Clarke)
Hlídka (anglicky The Sentinel) je vědeckofantastická povídka spisovatele Arthura C. Clarka, jejíž námět byl autorem posléze rozšířen v románu 2001: Vesmírná odysea.
V angličtině vyšla např. ve sbírkách Expedition to Earth (1953), The Nine Billion Names of God (1967) či The Lost Worlds of 2001 (1972).

## Historie vydání
Povídku Hlídka autor napsal v roce 1948 pro soutěž BBC, v níž se neprosadila. Poprvé vyšla pod názvem Sentinel of Eternity v časopise 10 Story Fantasy v roce 1951. V USA se objevila poprvé roku 1951 v The Avon Science Fiction and Fantasy Reader od Avon Periodicals, Inc. Následně byla roku 1953 publikována ve sbírce povídek Expedition to Earth a později i v dalších. Přes počáteční neúspěch povídka značně ovlivnila Clarkovu tvorbu.

## Děj
Geolog, přesněji řečeno selenolog vede výpravu zkoumající jižní část měsíčního moře Mare Crisium (Moře krizí). Když ráno připravuje snídani, povšimne si kovového záblesku na jednom ze strmých skalisek. Není to neobvyklý úkaz, považuje ho za horninou odražený sluneční paprsek, ale selenolog je zvědavý, a tak se vyšplhá do pozorovací věžičky a namíří tím směrem teleskop.
Zdá se mu, že je zářící předmět podivně symetrický, a umane si, že se po splnění vědeckého programu pokusí vyšplhat nahoru a přijít záhadě na kloub. Společníka mu dělá kolega Garnett s dobrými horolezeckými schopnostmi. Na Měsíci není lezení příliš obtížné, bez větších obtíží se oba astronauti dostanou k závěrečné skalní stěně. Jsou nuceni použít kotvu, přičemž první leze vedoucí. Jakmile vyleze nahoru, spatří na plošině třpytivou pyramidu. Zaplaví jej pocity hrdosti, že jej zvědavost dovedla k úžasnému objevu, a na mysl mu přicházejí otázky, jaký účel cizí stavba plní. Garnett se mezitím také vyšplhá nahoru a je stejně ohromen. Vedoucí mise pochopí, že stavba není dílem měsíční civilizace, nýbrž ji zde zanechala neznámá vysoce vyspělá mimozemská civilizace kdoví z které části vesmíru. Mohla to být stará rasa z počátku stvoření, která instalovala tyto pyramidy tam, kde předpokládala příhodné podmínky pro vznik života. Snad neznámé bytosti tížilo osamění, možná propátrávali galaxie v naději, že naleznou zárodek života a Země je zaujala. Zřejmě proto postavili hlídku na Měsíci, neboť je zajímala pouze civilizace, která se dokáže odpoutat ze své kolébky a vstoupit do vesmírného prostoru.
Lidé pyramidu násilím otevřeli a její signály vyrazily na pouť vzduchoprázdnem. Pokud ještě tito staří cestovatelé existují, třeba již zaměřili svou pozornost na Zemi a blíží se, aby nabídli svou pomoc. Nemusí však přiletět s přátelskými úmysly, neboť stáří často žárlí na mládí. Lze dělat jediné - vyčkávat.

## Česká a slovenská vydání
Česky či slovensky vyšla povídka v následujících sbírkách nebo antologiích:
- Devět miliard božích jmen (Práce, 2002[1])
- Hlídka (Knižní klub, 1994)
- Objevitelé: Dobrodružná science fiction ze vzdáleného vesmíru (Laser-books, 2007)
- Oceánem hvězd (Státní nakladatelství krásné literatury a umění, 1962)
- Od Heinleina po Aldisse (AFSF, 1994)
- (slovensky) Podivuhodné príbehy (SFK Bánská Bystrica (KPVPVF pri DK ROH), 1990)
- Výprava na Zemi (Baronet, 2007)